# Henry Laskau

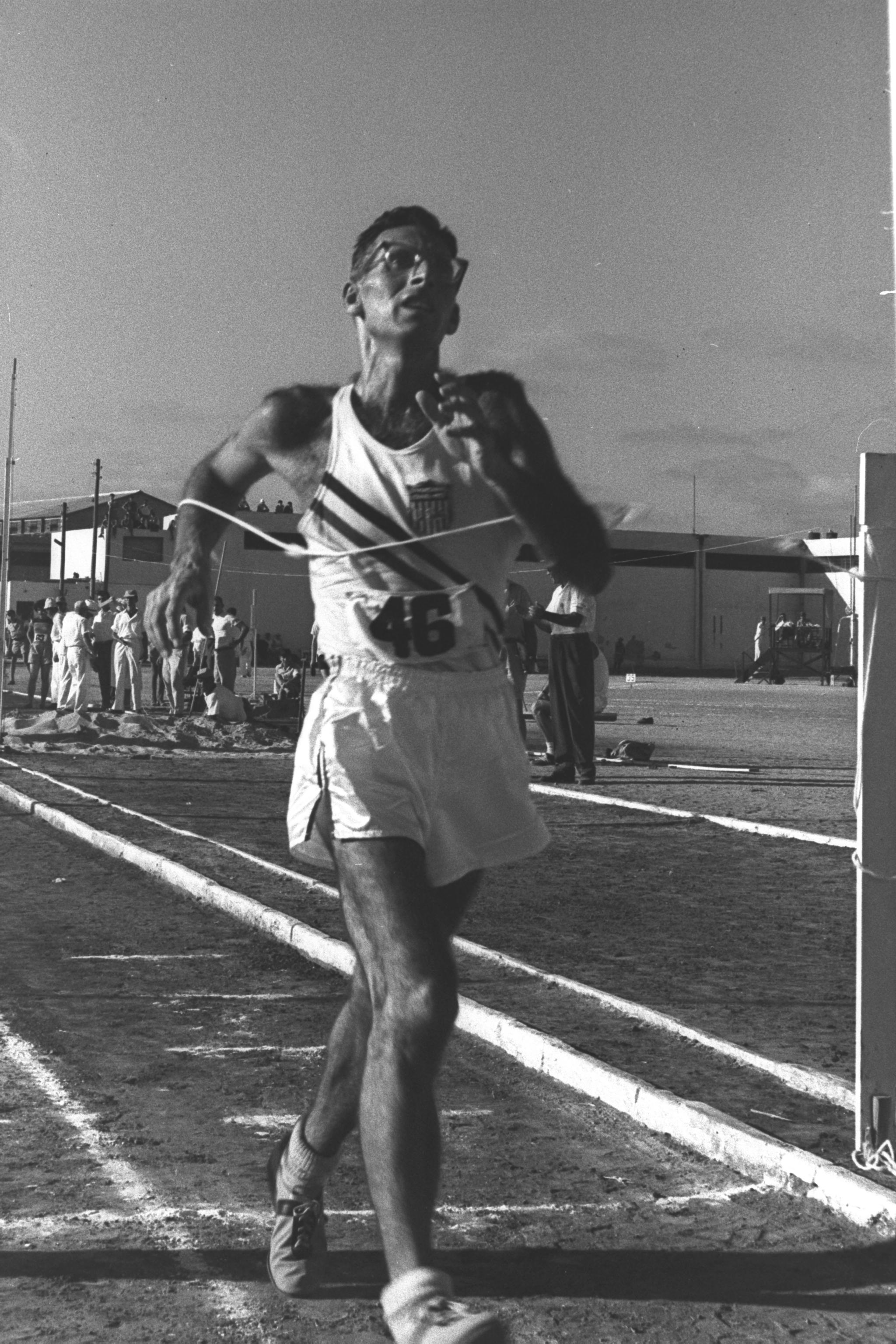
Henry Laskau bei der Makkabiade 1957

Henry Laskau (eigentlich Helmut Laskau; * 12. September 1916 in Berlin, Deutsches Reich; † 7. Mai 2000 in Coconut Creek, Florida) war ein US-amerikanischer Geher deutscher Herkunft.

## Leben
1939 floh er aus dem nationalsozialistischen Deutschland, nachdem er als Jude drei Monate lang in einem Arbeitslager eingesperrt worden war.
Bei den Olympischen Spielen in London 1948 wurde er in der Vorrunde des 10.000-Meter-Gehens disqualifiziert. 1951 siegte er in dieser Disziplin bei den Panamerikanischen Spielen in Buenos Aires.
Bei den Olympischen Spielen 1952 in Helsinki ereilte ihn erneut im 10.000-Meter-Gehen eine Disqualifikation in der Vorrunde. 1956 wurde bei den Olympischen Spielen in Melbourne Zwölfter im 20-km-Gehen.
Elfmal wurde er US-Meister im 3000-Meter- bzw. Zwei-Meilen-Gehen (1948–1958) und fünfmal im 20-km-Gehen (1951–1955). 1952 stellte er dabei seine persönliche 20-km-Bestzeit von 1:37:04 h auf. Zehnmal holte er in der Halle den nationalen Titel im Gehen über eine Meile.
1996 wurde er in die International Jewish Sports Hall of Fame und 1997 in die National Track and Field Hall of Fame aufgenommen.